# .io
.io ist die länderspezifische Top-Level-Domain (ccTLD) des Britischen Territoriums im Indischen Ozean. Sie existiert seit dem 16. September 1997 und wird von der Internet Computer Bureau Limited verwaltet, die zu Cable & Wireless gehört.

## Eigenschaften
Insgesamt darf eine .io-Domain zwischen zwei und 63 Stellen lang sein und nur alphanumerische Zeichen beinhalten. Jede natürliche oder juristische Person darf eine .io-Domain registrieren, ein lokaler Wohnsitz oder eine Niederlassung sind nicht erforderlich. Nur Adressen unterhalb einer Second-Level-Domain wie zum Beispiel .com.io, .org.io, .net.io, .gov.io, .mil.io oder .edu.io sind Einwohnern des Territoriums vorbehalten.

## Verwendung
Da „IO“ im Englischen als Abkürzung für „input/output“ (Eingabe und Ausgabe) verwendet wird, wird die Top-Level-Domain als generisches Namenskürzel zweckentfremdet.

### io-Spiele
Das von Miniclip entwickelte Computerspiel Agar.io und das von Steve Howse entwickelte Slither.io erhielten im Jahr 2016 eine besondere Aufmerksamkeit. Daraufhin entstanden viele weitere Minispiele unter einer .io-Domain, die sich meist durch eine schlicht und einfach gehaltene Steuerung und Design sowie ein schnelles und kostenloses Echtzeit-Online-Spiel gegen andere im Browser oder einer App auszeichnen. Oft befinden sich dort viele Spieler und es sind Highscore-Tabellen vorhanden. Aufgrund der hohen Einsteigerfreundlichkeit und einer oft einhergehenden Plattformunabhängigkeit und Mobilität sprechen die Spiele eine große Zielgruppe und darunter auch viele Casual Gamer an. Beliebt sind dabei auch Länder ohne einen großen Markt für Spielekonsolen. Zudem werden einige Spiele durch Webvideos im Internet viral und werden dadurch noch bekannter. Auch bekannte Spiele haben oft einen io-Ableger bekommen. So wurde zum Beispiel surviv.io als io-Variante zu den vielen Battle-Royale-Spielen auf den Markt, wie zum Beispiel PlayerUnknown’s Battlegrounds, ins Leben gerufen.

## Geschichte
Verbunden mit dem rechtlich umstrittenen Status, wurde auch die Verwaltung der Top-Level-Domain wiederholt kritisiert. Die vertriebenen Chagossianer kritisierten die Gewinnextrahierung, die durch den Vertrieb der Domains erzielt wird als ausbeuterisch. Im Oktober 2024 kündigte die britische Regierung an, das Territorium an Mauritius zu übergeben. Laut den Richtlinien der IANA werden damit auch alle Domains innerhalb einer Karenzzeit von fünf Jahren aufgelöst.